# Ildar Garifullin
Ildar Ilfatowicz Garifullin (ros. Ильдар Ильфатович Гарифуллин, ur. 27 maja 1963 w Ufie, zm. 22 maja 2023 tamże) – radziecki kombinator norweski, brązowy medalista mistrzostw świata.

## Kariera
W Pucharze Świata zadebiutował 29 grudnia 1983 roku w Oberwiesenthal. Zajął wtedy dziewiąte miejsce w konkursie rozgrywanym metodą Gundersena i tym samym już w swoim debiucie zdobył pierwsze pucharowe punkty. W pozostałych konkursach sezonu 1983/1984 dwukrotnie plasował się w czołowej dziesiątce, najlepszy wynik osiągając 7 stycznia 1984 roku w Schonach, gdzie był piąty. W klasyfikacji generalnej zajął ostatecznie 17. miejsce.
W lutym 1984 roku wystąpił na igrzyskach olimpijskich w Sarajewie, gdzie 26. wynik na skoczni i 19. czas biegu pozwoliły mu zająć 23. pozycję. Miesiąc później osiągnął swój największy sukces wspólnie z Aleksandrem Majorowem i Ołeksandrem Proswirninem zdobywając brązowy medal w sztafecie na mistrzostwach świata w Rovaniemi. Startował w zawodach do końca sezonu 1984/1985, ale sukcesów już nie osiągnął.

## Osiągnięcia

### Igrzyska Olimpijskie
| Miejsce | Dzień     | Rok  | Miejscowość | Konkurencja              | Wynik zwycięzcy | Strata      | Zwycięzca    |
| ------- | --------- | ---- | ----------- | ------------------------ | --------------- | ----------- | ------------ |
| 23.     | 12 lutego | 1984 | Sarajewo    | Indywidualnie K-90/15 km | 422.595 pkt     | -66.770 pkt | Tom Sandberg |

### Mistrzostwa świata
| Miejsce | Dzień    | Rok  | Miejscowość | Konkurencja          | Wynik zwycięzcy | Strata    | Zwycięzca |
| ------- | -------- | ---- | ----------- | -------------------- | --------------- | --------- | --------- |
| 3.      | 18 marca | 1984 | Rovaniemi   | Sztafeta K-90/3x5 km | 1189.46 pkt     | -5.94 pkt | Norwegia  |

### Puchar Świata

#### Miejsca w klasyfikacji generalnej
- sezon 1983/1984: 17.

#### Miejsca na podium
Garifullin nigdy nie stał na podium indywidualnych zawodów Pucharu Świata.